# Сан Пјетро (Перуђа)
Сан Пјетро је насеље у Италији у округу Перуђа, региону Умбрија.
Према процени из 2011. у насељу је живело 1043 становника. Насеље се налази на надморској висини од 235 м.